# Jola Jobst
Jola Jobst (* 25. November 1913 als Rosina Jolanthe Jobst in München; † 5. Oktober 1952 in Berlin) war eine deutsche Filmschauspielerin.

## Leben
Jobst gab 1934 unter der Regie von Karel Lamač mit einer Nebenrolle in der Literaturverfilmung Klein Dorrit ihr Filmdebüt. Es folgten sieben weitere Filmrollen; ihr bekanntester Streifen ist Der Mustergatte, in dem sie eine Sekretärin spielte. Nach der deutsch-italienischen Co-Produktion Unsere kleine Frau (u. a. mit Käthe von Nagy und Grethe Weiser) war sie nicht mehr auf der Leinwand zu sehen. 
Sie heiratete 1944 den Piloten Hermann Graf, die Ehe wurde 1949 geschieden. 1951 heiratete sie in dritter Ehe den Schauspieler Wolfgang Kieling. Im Oktober 1952 beging sie Suizid.

## Filmografie
- 1934: Klein Dorrit
- 1935: Der Kampf mit dem Drachen
- 1935: Der Gefangene des Königs
- 1936: Der ahnungslose Engel
- 1936: Die große und die kleine Welt
- 1937: Der Mustergatte
- 1937: Die Fledermaus
- 1938: Unsere kleine Frau